# 鷹野義昭
鷹野 義昭（たかの よしあき、1963年6月21日 - ）は、日本のコンサルタント。株式会社テムズ代表取締役、ぐろ〜かるCM研究所所長を務める。
日本広告学会正会員。日本広報協会広報アドバイザー。長野県小諸市地域振興アドバイザー。

## 人物
長野県小諸市に生まれる。長野県野沢北高等学校卒業後、電気通信大学電気通信学部経営工学科にてマーケティング・経営学・統計を学ぶ。
株式会社I&S（現・I&S BBDO）に入社。ストラテジックマーケティングプランナーとして、各種クライアントのテレビCMなどコミュニケーションにおけるマーケティング戦略を策定。また新規事業部「情報センター」に参画し、設立・計画と運営展開を担当する。
その後はI&Sに嘱託社員として在籍しつつ、1990年に有限会社タカノエポックマーケティングシステム（現・テムズ）を設立。化粧品会社・通信会社のテレビCMを中心とした広告計画メソッド策定、広告効果システム開発などを提案・構築。2015年には秀逸なローカルCM・地方PR動画を紹介するWEBサイト「ぐろ〜かるCM研究所」を設立し、所長に就任した。
テムズが2020年4月から展開しているマーケティング指南シリーズ動画「真毛多さんのマーケティング相談所」では、「マーケティング・ディレクター　真毛多」として、出演および各登場キャラクターの声も担当している。

## 著書
- 『CM好感度NO.1だけどモノが売れない謎ー明日からテレビCMがもっと面白くなるマーケティング入門ー』（2009年、ビジネス社）ISBN 978-4828415055
- 『モノ売る地方CM コト得るPR動画 ～日本中の心をつかむマーケティング戦略～』（2018年、幻冬舎）ISBN 978-4344918030

## 執筆・コラム
- 雑誌「宣伝会議」
- ファインドスター広告ニュース
- 月刊「広報」[3]
- ビジネスジャーナル「ここが肝だよ！マーケティング戦略」
- コラム「甘口・辛口・マーケティング問答」「CM Marketing eye」

## メディア出演

### テレビ
- フジテレビ
  - FNNスーパーニュース（2010/5/13）
  - めざましテレビ（2016/9/29[4]・2017/2/22[5]・2017/3/29[6]・2018/1/31[7]）
  - めざましどようび（2018/2/13）
  - 情報プレゼンター とくダネ!（2017/7/25[8]）
  - プライム報道局（2018/11/23）
- テレビ朝日
  - 中居正広のミになる図書館（2015/6/30[3]）
  - グッド!モーニング（2020/8/31[9]）
  - 羽鳥慎一モーニングショー（2018/11/23）
  - スーパーJチャンネル（2017/7/4・2020/8/31[10]）
- 日本テレビ
  - スッキリ（2017/10/12）
- カンテレ
  - 桃色つるべ（2019/8/2・8/9[11]）
- AbemaTV
  - 原宿アベニュー（2017/12/9[12]）

### ラジオ
- RKBラジオ『仲谷一志・下田文代のよなおし堂』
- TBSラジオ『ACTION』[13]